# Diez
Diez je německé město ležící na obou březích řeky Lahn, do níž zde ústí říčka Aar. Díky této poloze má město podíl na pohořích Westerwald na severu a Taunus na jihu, což umožňuje návštěvníkům těšit se i příjemnému okolí.
Město čítá cca 11.000 obyvatel a hraničí bezprostředně s městem Limburg. V Diezu najdeme pěkné staré jádro a dvojí zámky, hraběcí zámek hned v historickém středu a na severním okraji města novější zámek Oranienstein.
Po druhé světové válce byl Diez přidělen nově založené spolkové zemi Porýní-Falc. Hranice mezi touto spolkovou zemí a sousedním Hesenskem dělí i Diez od sousedního Limburgu, což je však poznat jenom na silničních značkách.
Diez byl vždy posádkovým městem, čímž zůstal i po druhé světové válce. Ale jedny z původních trojích kasáren byly po pádu komunismu zrušeny.

## Historie
Jméno Diez se vyvinul z původního tvaru Theodissa a pod tímto názvem najdeme první zmínku o tomto místě v listině Karla Velikého z roku 790.
Hrabata z Diezu sídlili přes šest set let v hraběcím zámku, jenž dodnes vévodí obrazu města, hlavně zámeckým kostelem. Nižší šlechta se usadila pod zámkem, čímž vzniklo město.
Roku 1329 byla Diezu propůjčena městská práva Ludvíkem Bavorským.
V 18. století se Diez proslavil svým obilným trhem.
Roku 1924 byly založeny přírodní lázně (Felke-Bad).
Po anexi Nasavy Prusy se stal Diez okresním městem nově založeného okresu Unterlahnkreis, kteréhožto postavení však pozbyl v roce 1969 v průběhu územní reformy provedené v bývalé Spolkové republice Německo, když se sloučením okresů Unterlahnkreis a Loreleykreis vytvořil nový okres Rýn-Lahn (Rhein-Lahn-Kreis), jehož sídlem bylo pojmenováno lázeňské město Bad Ems.

## Některé památky

### Zámek Oranienstein
Žili zde přímí předkové nizozemské královny Beatrice. Hlavní křídlo byl započato v roce 1684 kněžnou Albertine Agnes na zříceninách kláštera Dierstein a sloužilo zpočátku jako útulek pro vdovy. V rocích 1704 – 1709 byla budova přestavěna v zámek. Do druhé světové války sloužil zámek jako vojenský internát, potom až dodnes jako kasárny německé armády (Bundeswehr).

### Hraběcí zámek
Dominuje obrazu města a působí melancholickým, trudnomyslným dojmem. Zámek kdysi sloužil jako věznice. Dnes slouží jako noclehárna pro mládež a proto není přístupný veřejnosti.

### Zřícenina Ardeck
Kolem roku 1395 zbudovali hrabata z Nassau-Oranien na skálu nad říčkou Aar malý hrad. Od 18. století začal pustnout. Zachovaly se hradní věž a hradba. Dnes slouží každé dva roky jako přírodní divadlo.

### Schaumburg
Mezi městem Diez a obcí Balduinstein se zvedá působivý zámek Schaumburg. Byl postaven arcivévodou Štěpánem Habsburským v rocích 1850 – 1855 na základech předešlého hradu. Schaumburg se vyznačuje vysokým hradní věží, odkud se návštěvníkovi naskýtá nádherný výhled.